# Josip Juraj Strossmayer
Josip Juraj Strossmayer, németül: Joseph Georg Strossmayer (Eszék, 1815. február 4. – Diakovár, 1905. május 8.) német származású horvát római katolikus püspök, a horvát nacionalista Nemzeti Párt vezetője,  1850-től Bosznia és Szerémség (hivatalosan Diakovár) püspöke. Az 1848–49-es forradalom és szabadságharcban segítette Jelačić Magyarország elleni hadjáratát, majd később a magyar politikával szemben fellépő ellenzék vezetője lett. 1860 és 1873 között a horvát országgyűlés (szábor) magyarokkal való kiegyezést ellenző képviselője.

## Életrajza
Szegény sorsú német szülők gyermeke, akiknek ősei a 18. század elején vándoroltak be Linzből. Iskoláit az eszéki gimnáziumban végezte, majd a diakovári szemináriumba került, később pedig a pesti egyetemre, ahol a teológiai vizsgálatokat rendkívüli kitüntetések között tette le. 1838-ban káplán lett Péterváradon. Három év múlva a bécsi Augustineumban hallgatta a felsőbb teológiát és a professzorok bámulata között nyerte el a doktori kalapot. Pár évig a zágrábi líceumban tanított, 1847-ben pedig az Augustineum igazgatójává és egyszersmind udvari szónokká nevezték ki.
Bécsben kezdett először foglalkozni a horvát eszmékkel, itt írta meg első művét a délszlávok fölébresztésére. 1849-ben diakovári püspökké nevezték ki. Püspökségének első tiz éve a Bach-korszak idején folyt le, amikor a hatalom mindent elkövetett, hogy a különböző nemzetiségeket elnémetesítse. Strossmayer megértette, hogy ezen törekvéseket csak úgy lehet meghiúsítani, ha fölkelti és megerősíti a nemzeti érzületet a kultúra, az irodalom és a történelem által. Jelszava volt: Sve za vjeru i domovinu (Mindent a hitért és hazáért!). Működését azzal kezdte, hogy nagy összegeket fordított szegény ifjak felsőbb kiképzésére; csaknem az összes horvát gimnáziumokat segítette, sőt a zágrábi egyetemet is. Diakováron gimnáziumot alapított, majd elemi és felsőbb leányiskolát, szemináriumot a bosnyák papnövendékek számára, majd tanítóképző intézetet, mely utóbbi egymaga 200 000 frankjába került. Mindezen intézeteket saját költségén tartotta fönn. Mindent elkövetett a délszláv irodalmak felemelésére, gyámolítja a szerb sztenderd nyelvváltozat megalkotóit: Vuk Stefanović Karadžićot és Đuro Daničićot, továbbá a két Miladinov (Dimitar és Konsztantin) testvért, akik a püspök házában dolgoztak a Bolgár népdalok kiadásán. A diakovári szemináriumban az ószláv nyelvek tanítására katedrát állított fel. Folyton gyűjtötte a könyveket, melyeket a diakovári iskoláknak fog hagyományozott. Nagyszerű képtárt gyűjtött a horvát nemzeti múzeum céljaira, közel 300 képe volt, köztük a legnagyobb mesterektől jó néhány.
A Bach-minisztérium bukása után 1860-ban a birodalmi gyűlésben vett részt, és ott nagy energiával sürgette Horvátország teljes autonómiáját. A Magyarországgal való kiegyezéskor Strossmayert, aki nem akart egy hajszálnyit sem engedni, eltávolították egy időre. Száműzetését Párizsban töltötte, főleg nagy francia írókat tanulmányozva. Diakovárra visszatérve egy ideig teljesen visszavonult a politikától. 1860-ban a horvát tudományos akadémia céljaira 200 000 frankot ajánlott fel; két év múlva az intézet megalakult, és ő nyitotta meg. 1867-ben 150 000 frankot ajánlott fel a zágrábi tartománygyűlésen a felállítandó egyetemre, és 1874. október 29-én az egyetem Strossmayer nagy ünnepeltetése mellett megnyílt. 1869–1870-ben részt vett az első vatikáni zsinaton, a pápai tévedhetetlenségi dogmát ellenezte, és kiváló latin ékesszólással fejtegette, hogy helytelen a pápai méltóságból monopóliumot csinálni az olasz születésű emberek számára. 1870-ben elkeseredett oppozíciót fejtett ki a magyarok ellen. Diakovári székhelyére visszavonulva, élénk figyelemmel kísérte az eseményeket.
1888. február 16-án lefolyt – egyházi szolgálatba lépésének – 50 éves jubileuma nagy szláv tüntetésekre adott alkalmat. A magyarellenes ellenzéknek később is oszlopaként és a politikai és társadalmi téren egyaránt aktív agitátorként szerepelt. Az 1888-ban Kijevben tartott – Oroszország megkeresztelése évfordulójának ünnepségére – küldött távirata miatt a király a belovári tisztelgések alkalmával élesen megrótta. Még 1858-ban valóságos belső titkos tanácsos lett. Pápai trónálló, római gróf, a nándorfehérvári és szendrői egyházmegye helynöke stb., a zágrábi tudományos akadémia védnöke volt.